# Zenepos
Zenepos is een geslacht van weekdieren uit de klasse van de Gastropoda (slakken).

## Soorten
- Zenepos lacunosa (Hutton, 1885) †
- Zenepos totolirata (Suter, 1908)